# Wavelet de Meyer
A wavelet Meyer é uma wavelet ortogonal proposta por Yves Meyer.  Ela é indefinidamente derivável com suporte infinito e definida no domínio da frequência em termos de uma função auxiliar {\displaystyle \nu } como:
{\displaystyle \Psi (\omega ):={\begin{cases}{\frac {1}{\sqrt {2\pi }}}\sin \left({\frac {\pi }{2}}\nu \left({\frac {3|\omega |}{2\pi }}-1\right)e^{j\omega /2}\right)&{\text{se }}2\pi /3<|\omega |<4\pi /3,\\{\frac {1}{\sqrt {2\pi }}}\cos \left({\frac {\pi }{2}}\nu \left({\frac {3|\omega |}{4\pi }}-1\right)e^{j\omega /2}\right)&{\text{se }}4\pi /3<|\omega |<8\pi /3,\\0&{\text{caso contrário}},\end{cases}}}
em que:
{\displaystyle \nu (x):={\begin{cases}0&{\text{if }}x<0,\\x&{\text{if }}0<x<1,\\1&{\text{if }}x>1.\end{cases}}}
Há muitas maneiras de definir esta função auxiliar, cada uma delas resultando em uma variante da família de wavelets de Meyer.
Por exemplo, outra implementação considera
{\displaystyle \nu (x):={\begin{cases}{x^{4}}(35-84x+70{x^{2}}-20{x^{3}})&{\text{se }}0<x<1,\\0&{\text{caso contrário}}.\end{cases}}}

Spectrum of the Meyer wavelet (numerically computed)

A função de escala correspondente a esta wavelet é:
{\displaystyle \Phi (\omega ):={\begin{cases}{\frac {1}{\sqrt {2\pi }}}&{\text{se }}|\omega |<2\pi /3,\\{\frac {1}{\sqrt {2\pi }}}\cos \left({\frac {\pi }{2}}\nu \left({\frac {3|\omega |}{2\pi }}-1\right)e^{j\omega /2}\right)&{\text{se }}2\pi /3<|\omega |<4\pi /3,\\0&{\text{caso contrário}}.\end{cases}}}

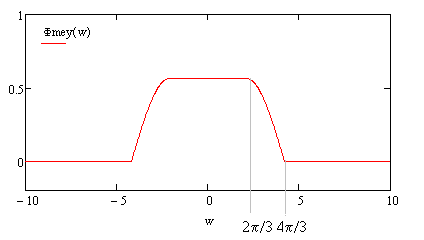
Meyer scale function (numerically computed)

No domínio do tempo, a forma de onda da wavelet-mãe de Meyer tem a forma mostrada na seguinte figura:

waveform of the Meyer wavelet (numerically computed)